# Quechua in Bolivien
Ketschua oder Quechua in Bolivien (Quechua: Qhichwa simi, Qhichwa bzw. Qullasuyu Qhichwa) sind die in Bolivien gesprochenen Mundarten der Quechua-Variante Qusqu-Qullaw, die auf Grund ihrer Ähnlichkeit untereinander – besonders verglichen mit den Quechua-Varianten innerhalb Perus – eine Einheit bilden.
Es gibt in Bolivien zwei Quechua-Sprachgebiete, die durch das Aymara-Sprachgebiet räumlich getrennt sind und die als nordbolivianisches (116.000 Sprecher laut SIL) und südbolivianisches Quechua (2,8 Millionen Sprecher laut SIL) bezeichnet werden.
Das südbolivianische Quechua (von SIL als eigene Sprache angesehen) hat nicht nur im Wortschatz, sondern auch in der Morphologie sehr viele Elemente aus dem Spanischen übernommen (z. B.: Plural mit -s statt -kuna, Diminutiv mit -(s)itu/-(s)ita statt -cha).
Das nordbolivianische Quechua hat dagegen mehr ursprüngliche Quechua-Strukturen bewahrt und steht damit dem peruanischen Cusco-Quechua, welches ebenfalls zum Qusqu-Qullaw gehört, näher.
Als schriftsprachlicher Standard für alle Quechua-Mundarten dient in Bolivien das Südliche Quechua, welches eher ursprüngliche Quechua-Merkmale wiedergibt und somit dem nordbolivianischen Quechua näher steht. Als einziger wichtiger Unterschied zu Südperu wird für den Laut [h] nicht „h“, sondern nach spanischem Vorbild „j“ verwendet.

## Nebensätze im südbolivianischen Quechua
Kennzeichnend für die Quechua-Mundarten insbesondere in Südbolivien – in geringerem Maße auch in anderen Qusqu-Qullaw-Varianten – ist das Vorhandensein und die häufige Verwendung von Nebensätzen mit Konjunktionen und Relativpronomen, die durch das Anhängen des Suffixes -chus (entstanden aus der Frage-Endung -chu und dem reportativen Evidentialitäts-Suffix -s) an Fragewörter gebildet werden. Obwohl diese Bindewörter von der Bildung her reinen Quechua-Ursprungs sind, werden sie von Linguisten auf den Einfluss des Spanischen auf die Syntax des bolivianischen Quechua zurückgeführt.
Beispiel: Durch die Konjunktion imaraykuchus „weil“ (aus imarayku? „warum?“ und -chus) gibt es im südbolivianischen Quechua eine dritte Möglichkeit, den deutschen Satz „Weil du es sagtest, kam er.“ zu übersetzen:
1. Niptiykim hamurqa.
2. Nisqaykiraykum hamurqa.
3. Imaraykuchus nirqanki, hamurqa.

Die ersten beiden Ausdrucksweisen sind im gesamten Quechua-Sprachgebiet (außer Kichwa) üblich, während die dritte Variante häufig im (süd-)bolivianischen Quechua verwendet wird, allerdings auch im Cusco-Quechua möglich ist.
Teilweise aus dem Spanischen entlehnt ist die Konjunktion sichus (si + chus), welche Konditionalsätze einleitet. Die Verwendung dieser Konjunktion wird am Beispiel des vom Teufel zu Jesus gesprochenen Satzes Bist du Gottes Sohn, so sprich zu dem Stein, dass er Brot werde! (Lukas 4:3) aus drei verschiedenen Bibelübersetzungen deutlich (1. für Ayacucho, 2. für Cusco, 3. für Südbolivien):
1. Dyuspa Churin kaspaykiqa, niy kay rumita tantaman tukukunanpaq!
2. Dyuspa Churinchus kanki chayqa, niy kay rumita t’antaman tukunanpaq!
3. Sichus Dyuspa Churin kanki chayqa, niy kay rumiqa t’antaman tukunanta!

Der Hauptsatz (zweite Teilsatz) ist jeweils eine Übersetzungsvariante und nicht regionaltypisch. Beim Nebensatz ist jedoch nur die Variante 1 im gesamten Quechua-Sprachgebiet (außer Kichwa) üblich. Variante 2 wird häufig im Quechua von Cusco verwendet, während Variante 3 typisch für Südbolivien ist (auch im Cusco-Quechua möglich). Im gesamten Dialektgebiet Qusqu-Qullaw werden Konditionalsätze meist mit dem Wort chayqa abgeschlossen (so aber auch im Huarochirí-Manuskript), während es sie in anderen Regionalvarianten des Quechua nicht gibt und stattdessen ausschließlich -pti- / -spa verwendet wird.